# Habropogon hilaryae
Habropogon hilaryae là một loài ruồi trong họ Asilidae. Habropogon hilaryae được Londt miêu tả năm 2000. Loài này phân bố ở vùng nhiệt đới châu Phi.